# Зилли, Джеймс
Джеймс Эдвард Зилли (англ. James Edward Zealley; 2 ноября 1874, Ботенхэмптон, Бридпорт — 15 мая 1956, Уэймут) — английский футболист, чемпион летних Олимпийских игр 1900.
На Играх 1900 в Париже Зилли входил в состав британской футбольной команды. Его сборная выиграла в единственном матче у Франции со счётом 4:0, в котором Зилли забил один из голов, и заняла первое место, выиграв золотые медали.